# Empirismo costruttivo
L'empirismo costruttivo è una teoria epistemologica ideata dal filosofo olandese Bas van Fraassen, formulata per la prima volta nel suo testo L'immagine scientifica del 1980.
Questa teoria propone una visione antirealista della scienza, anche se non rifiuta tutte le componenti del realismo scientifico. In particolare, l'empirismo costruttivo:
- rimane agnostico circa la componente metafisica del realismo.
- accetta la componente semantica del realismo, ritenendo che gli enunciati scientifici siano assertivi e che le loro condizioni di verità siano oggettive e determinabili in base ai fenomeni.
- nega tuttavia la componente gnoseologica (o epistemica) del realismo, ovvero ritiene che sia impossibile conoscere la verità circa i fenomeni a partire dalle teorie fisiche in grado di descriverli.

L'accettazione della componente semantica permette all'empirismo costruttivo di considerare la scienza come un insieme di teorie empiricamente adeguate, ovvero che hanno lo scopo di fornire una descrizione corretta del mondo. Tuttavia questo non implica la credenza nella realtà ontologica degli oggetti descritti, e quindi non implica che le teorie scientifiche siano vere.
L'agnosticismo riguardo alla componente metafisica viene applicato a tutte le entità, ma si manifesta nella sua radicalità quando la scienza fa delle ipotesi su entità inosservabili (come gli atomi), non accessibili al modo di conoscere la realtà che possono avere gli esseri umani. Riguardo a queste, van Fraassen sostiene che sia opportuno mantenere una posizione agnostica e non pronunciarsi circa la loro effettiva realtà, mentre per le entità osservabili (come le lune di Giove) il problema del realismo non si pone (si può essere realisti, ma questo non ha a che vedere con la scienza). Questa discriminazione operata da van Fraassen tra entità osservabili e non osservabili ha suscitato l'accusa di scetticismo selettivo, tanto più che la distinzione stessa sembra essere ambigua e non esattamente definibile.